# Kostel Povýšení svatého Kříže (Karlovy Vary-Rybáře)
Kostel Povýšení svatého Kříže (též uváděn jako kostel svatého Kříže) je římskokatolický farní kostel v Rybářích, místní části Karlových Varů. Byl postaven v letech 1904–1906 staviteli Norbertem a Aloisem Sichertovými z Rybář ve stylu vznešené novorománské basiliky podle projektu Karla Schadena z vrchního stavebního úřadu v Praze.
Nachází se na náměstí 17. listopadu v Rybářích, na němž je i budova fary.
Kostel je chráněn od roku 1964 jako kulturní památka.

## Popis
Neorientovaná pseudorománská bazilika z pálených cihel tvořená hlavní lodí s užším obdélným presbytářem, kryta sedlovou střechou s pálenou krytinou, s úzkými postranními loděmi s pultovými střechami, zakončena trojapsidálním závěrem. Sakristie spolu s postranní kaplí dodává stavbě podobu kostela s příčnou lodí na půdorysu ve tvaru kříže. Při jihozápadním nároží vstupního průčelí kostela stojí připojena hranolová zvonová věž s lichoběžníkovými štíty na všech stranách s kruhovými hodinami, završená plechovou osmibokou jehlancovou střechou.

## Historie
Původní vesnice Rybáře (německy Fischern) procházela standardním vývojem. První zmínka je z roku 1511, kdy Jiljí ze Štampachu (německy Gilg von Stampach), tehdejší majitel vsi Fischern, daroval vesnici karlovarské obci jako zádušní statek (až do 1848). František Josef I. v roce 1875 povýšil ves na městečko a roku 1897 na město. V roce 1917 Karel I. potvrdil povýšení na město a udělil mu znak (se starým znamením pečetí Rybářů).

### Vznik kostela
Kolem roku 1500 na bývalém hřbitově Rybář byl postaven kostel svatého Urbana. V následujících staletích stávající středověký kostel, přes veškeré snahy o jeho zachování i prosazené a uskutečněné úpravy, postupem času přestal být dostačující. Obec se rozrůstala a navíc, po povýšení obce na město, byla potřeba i samostatná farnost. O výstavbě farního kostela tehdejších Rybář bylo rozhodnuto. Na volném prostranství obce byl dne 11. září 1904 posvěcen základní kámen. Stavba trvala do roku 1906.
Dne 27. května 1906 byl kostel vysvěcen arcibiskupem Lvem Skrbenským z Hříště.

## Interiér
Zařízení pochází z doby vzniku z roku 1906, práce provedl J. Krejčík podle návrhu A. Cechnera. Výmalba interiéru je od V. Hartmanna a pochází z roku 1948. Do kostela byla přemístěna část barokního inventáře ze zrušeného kostela Nanebevzetí Panny Marie ve Svatoboru ve vojenském újezdu Hradiště. U hlavního oltáře jsou umístěny sochy sv. Augustina a sv. Ambrože z 1. poloviny 18. století. Z téhož období je socha Piety a figurálně zdobená křtitelnice. Obrázek Vzkříšení na měděném plechu pochází ze 17. století. Dva oltářní obrazy patrně se svatou Terezou a svatým Václavem jsou z 2. poloviny 18. století.
Varhany vyrobil roku 1907 Heinrich Schiffner z Prahy. Jsou to jedny z nejstarších fungujících varhan v Karlovarském kraji.

## Zvony
Kostel měl též tři zvony. Ty bez újmy přečkaly bouřlivé období první světové války, ale za druhé světové války v roce 1942 byly zrekvírovány pro zbrojní program Třetí říše.
Dne 7. prosince 2017 byly slavnostně navráceny zvon Josef (cca 240 kg) a zvon Maria (cca 320 kg).
Ke slavnostnímu posvěcení zvonů Josef, Maria a nového zvonu Kristus došlo 25. května 2019 při mši svaté. Zvony posvětil plzeňský biskup Mons. Tomáš Holub.

## Fara
Severně od kostela se nachází dvoupatrová budova Římskokatolické farnosti Karlovy Vary-Rybáře. Budova pochází z roku 1905 a byla rovněž postavena v novorománském stylu.
Samostatná farnost Rybáře zahájila svoji činnost po postavení kostela sv. Kříže dne 1. ledna 1907.

## Galerie

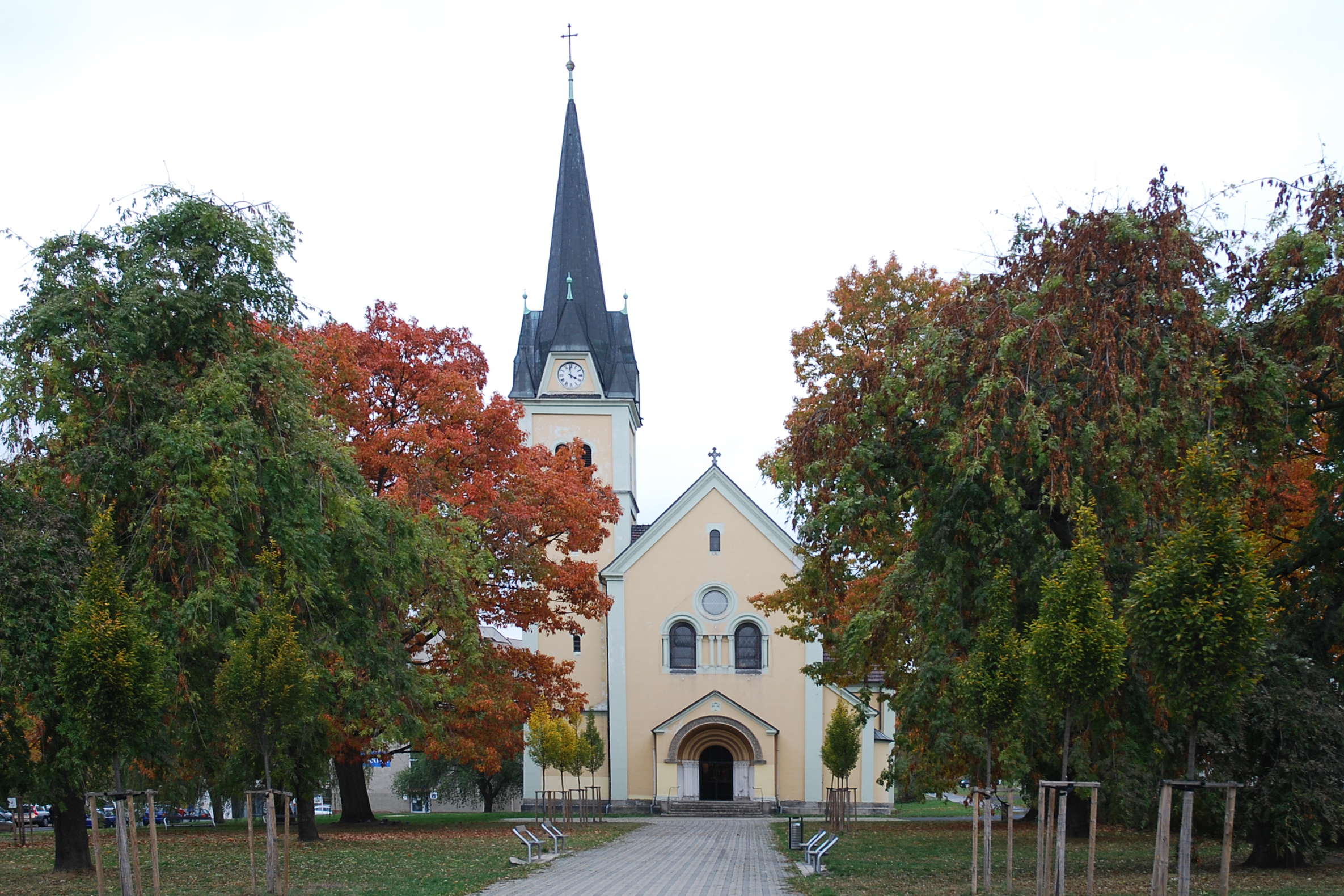
Průčelí kostela, 23. října 2018
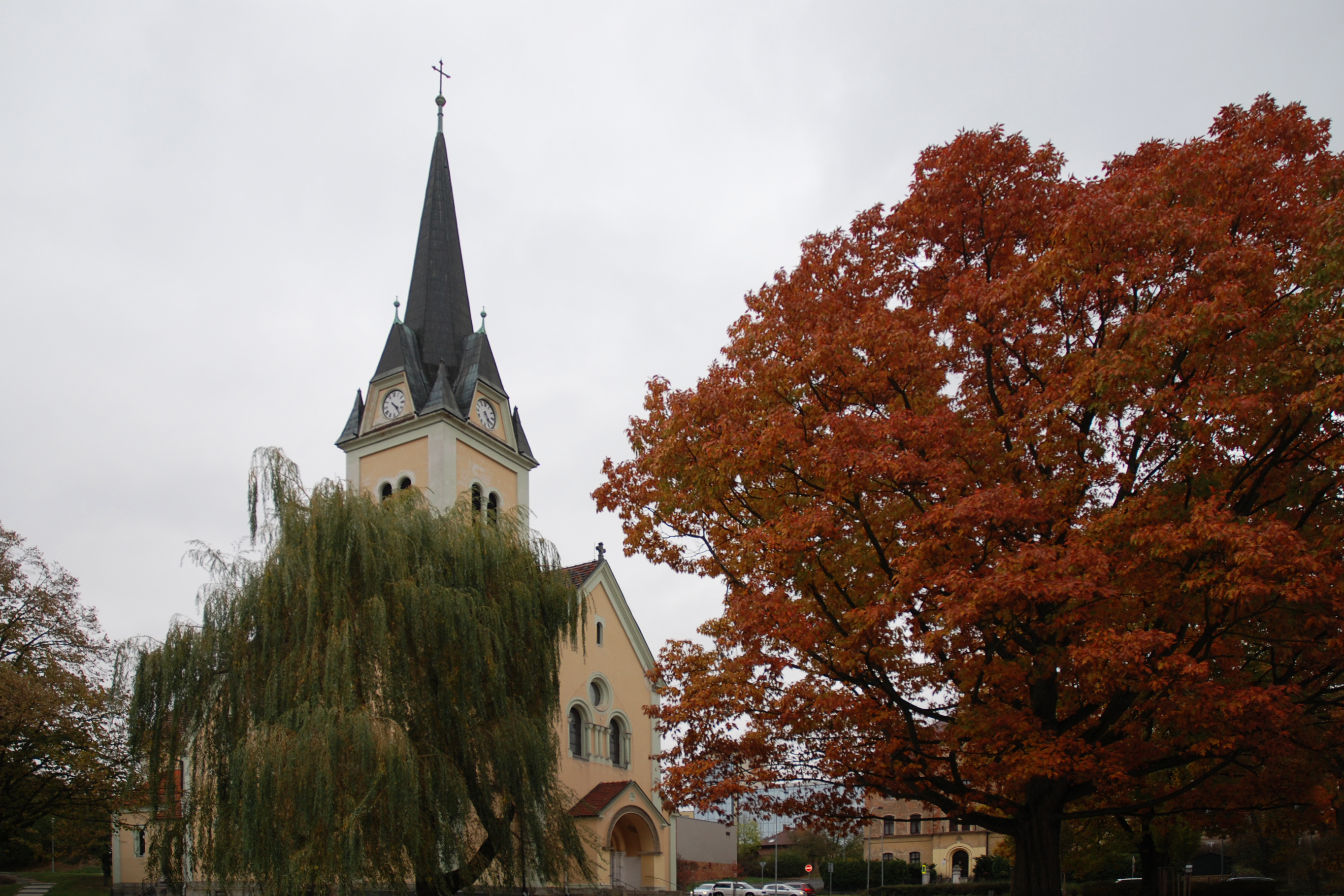
Podzimní pohled, 23. října 2018
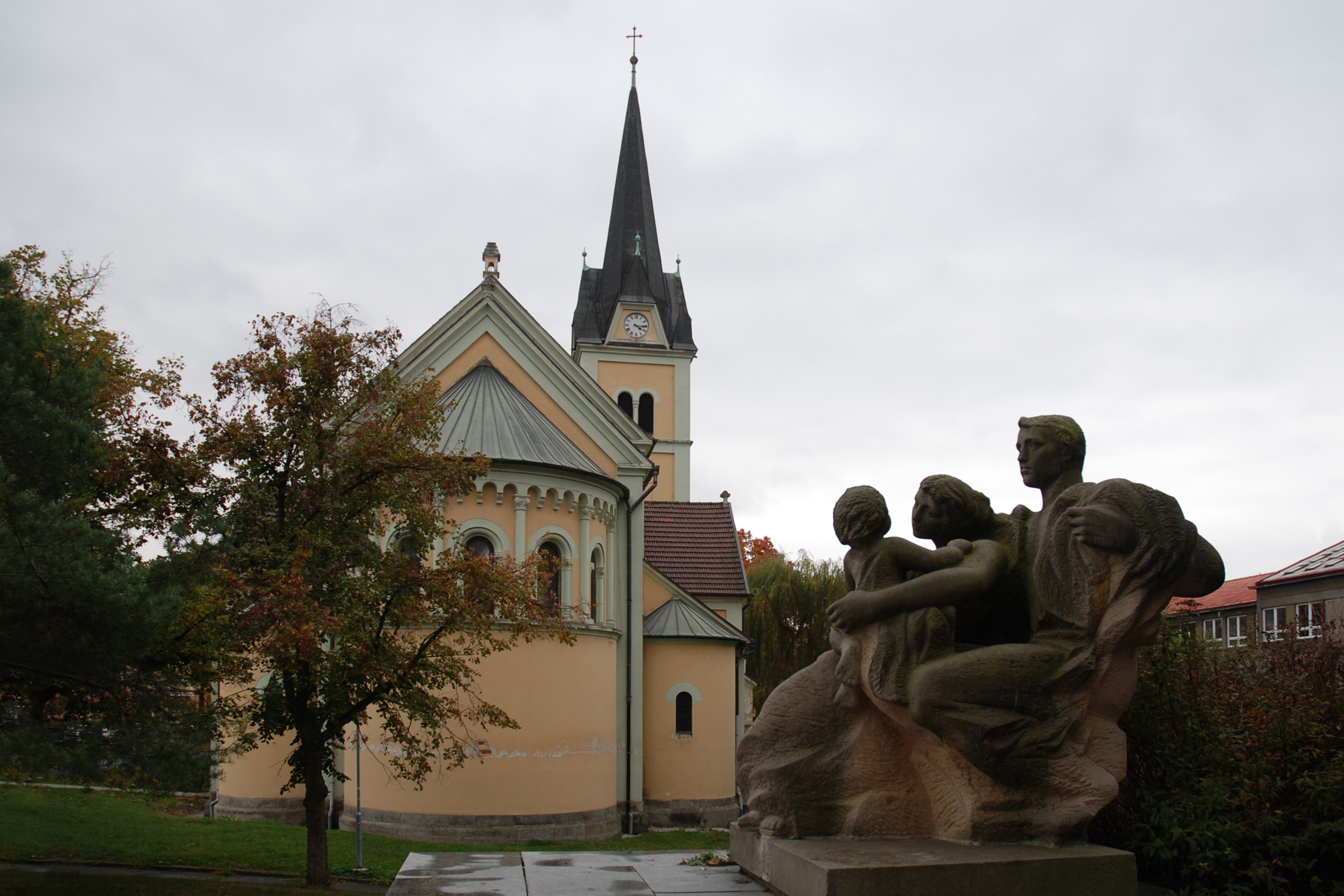
Budovatelská, 23. října 2018
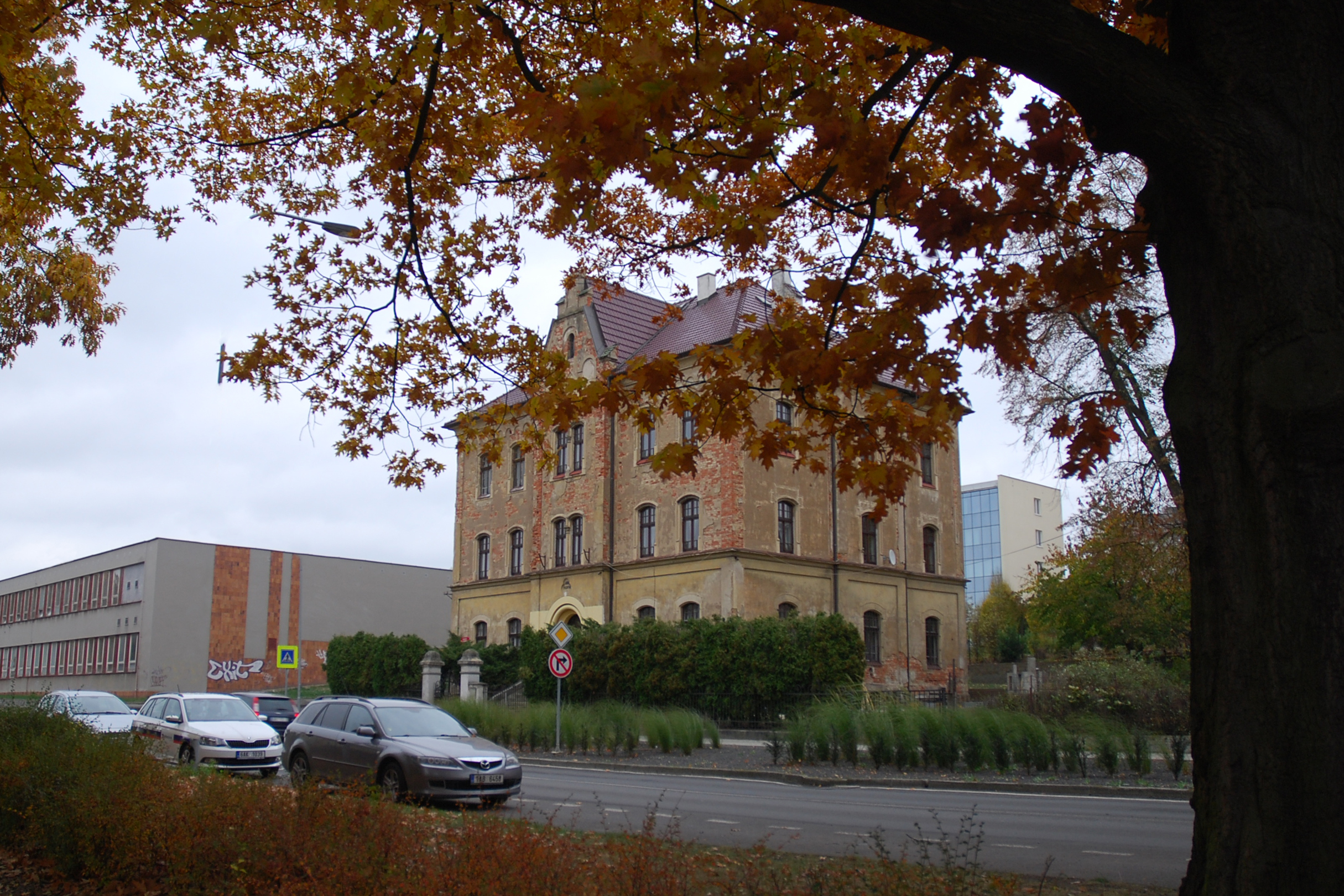
Římskokatolická farnost Karlovy Vary-Rybáře, 23. října 2018